# ریچارد سوان لول
ریچارد سوان لول (انگلیسی: Richard Swann Lull; ۶ نوامبر ۱۸۶۷ – ۲۲ آوریل ۱۹۵۷) دانشمند در زمینه اهل ایالات متحده آمریکا بود.
وی همچنین برندهٔ جوایزی همچون نشان ملی علوم شده‌است.